# Banner (carte à jouer)
Pour les articles homonymes, voir Banner.
Le Banner est une carte à jouer utilisée en Suisse alémanique.

## Nom
En allemand, Banner signifie « bannière », « drapeau ». Il se prononce /ˈbanɐ/.
Banner est de genre neutre ; son pluriel est identique, Banner.

## Caractéristiques
En Suisse alémanique à l'est de la ligne Brunig-Napf-Reuss (partie germanophone de la Suisse, correspondant au centre et à l'est du pays), le paquet de cartes le plus répandu est un paquet de 36 cartes portant les enseignes suisses (glands, grelots, roses et boucliers) et numérotées 6, 7, 8, 9, 10 ou Banner, Unter (valet inférieur), Ober (valet supérieur), roi et Daus.
Si les 6 à 9 sont représentés par le symbole de l'enseigne répété autant de fois que la valeur de la carte, le 10 ne suit pas ce schéma : elle ne comporte qu'un seul symbole d'enseigne, nettement plus gros que sur les autres cartes, dessiné sur une bannière flottant au vent,,, lui donnant son nom de Banner. De façon similaire aux figures, les Banner sont en double-tête, leur dessin reproduit symétriquement par rapport à une diagonale de la carte, figurée par la hampe du drapeau.

## Historique
Le Banner suisse pourrait dériver d'anciens jeux de cartes des régions germaniques sur le thème de la chasse, où les cartes valant 10 sont également représentées par un drapeau.